# Bomba biológica

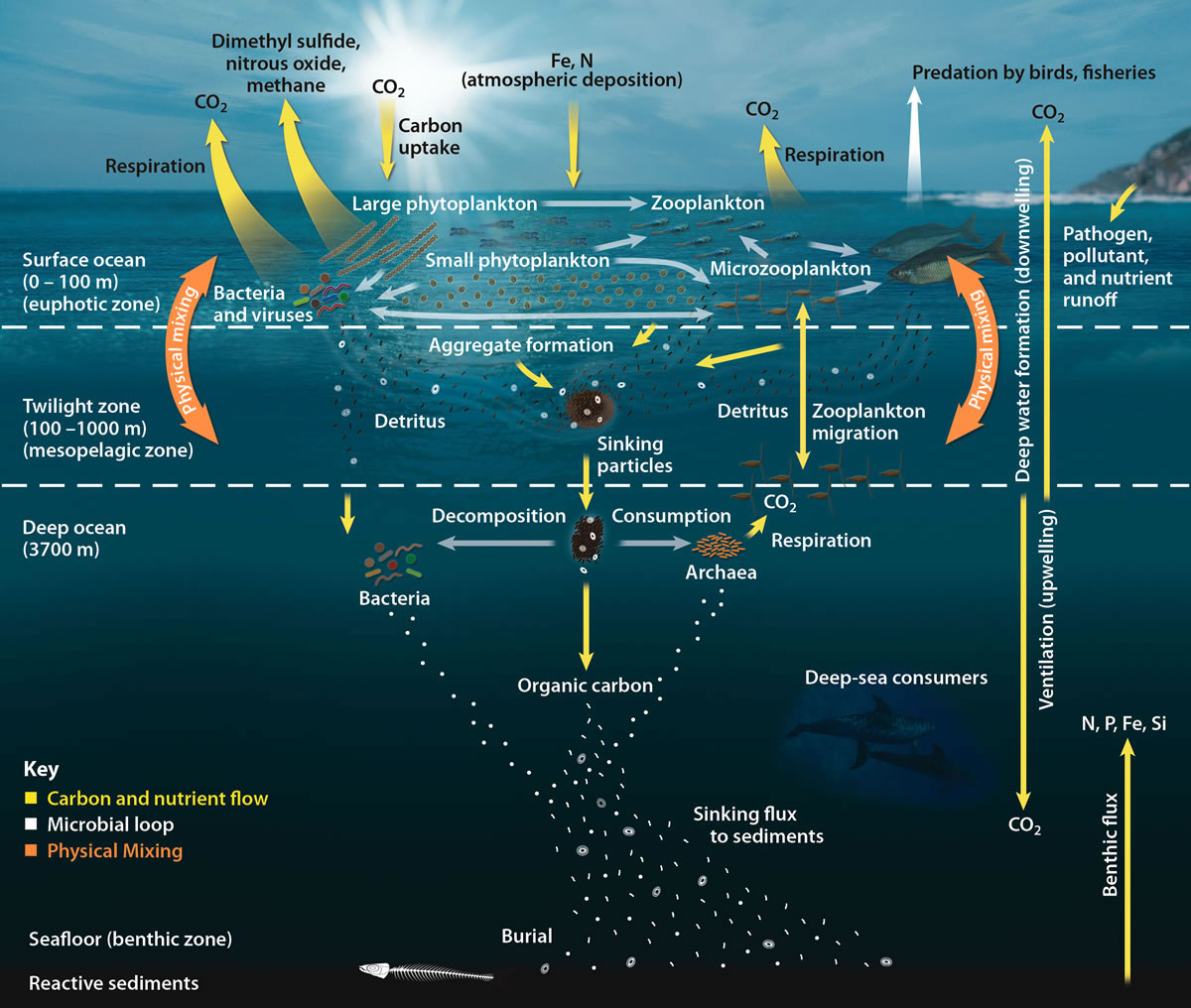
La red alimenticia pelágica, donde se destaca el rol central de los microorganismos marinos en el proceso de importación de carbono por el océano y su exportación posterior a la atmósfera y al suelo marino.

La bomba biológica, también denominada bomba de carbono marino, se refiere a la fijación de carbono proveniente de la atmósfera y de la escorrentía terrestre por el océano. Este mecanismo natural de fijación de carbono es impulsado biológicamente, ya que organismos marinos durante todo su ciclo de vida consumen carbono y lo incorporan a sus tejidos. Al alimentarse, defecar o morir, estos organismos transportan el carbono desde la superficie de los océanos hacia su interior y eventualmente el carbono será depositado en el lecho marino.
La bomba biológica es parte del ciclo del carbono oceánico a través del cual la materia orgánica, formada principalmente por el fitoplancton durante la fotosíntesis (bomba de tejido blando), es transportada desde aguas superficiales hacia las profundidades del océano. La bomba biológica también forma parte del ciclo del carbonato de calcio (CaCO3), el cual es utilizado por ciertos organismos como el plancton y los moluscos para formar conchas y caparazones (bomba de carbonato).
El cálculo de la eficiencia de la bomba biológica de carbono se basa en la proporción de carbono que es parte de la sedimentación (exportación de carbono) y que forma parte de la remineralización (liberación a la atmósfera). 
La bomba biológica incluye varios procesos, cada uno de los cuales puede influir en la eficacia del bombeo biológico. En general, cada año la bomba transfiere alrededor de 11 gigatoneladas de carbono al interior del océano. El carbono capturado por los océanos se mantendrá fuera de contacto con la atmósfera durante varios miles de años o incluso más tiempo. Si el océano no contara con una bomba biológica, entonces los niveles de dióxido de carbono atmosférico serían alrededor de 400 ppm más altos que en la actualidad.

## Funcionamiento

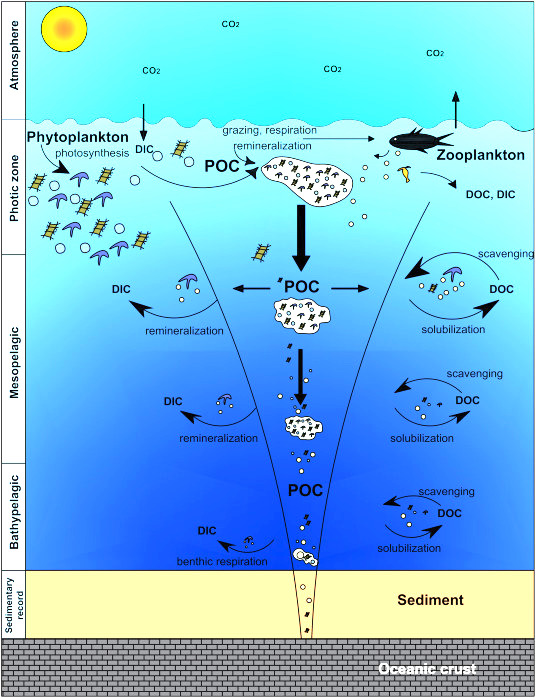
Los procesos de bombeo varían con la profundidad del océano Zona eufótica: 0–100 m; Mesopelágica: 100–1000 m; Batipelágica: 1000 hasta profundidades abisales. A profundidades mayores a 1000 m se considera que el carbono fue removido de la atmósfera por al menos 100 años.
Carroñeros: incorporación de COD en las partículas que sedimentan.

La bomba biológica depende de la proporción de materia orgánica primaria producida que sobrevive a la degradación en la zona eufótica (parte del océano que es iluminada por el sol) y que se exporta desde las aguas superficiales hacia el interior del océano, donde se mineraliza a carbono inorgánico. Como resultado el carbono se transporta contra el gradiente de carbono inorgánico disuelto (CID) desde la superficie hasta las profundidades del océano. Esta transferencia se produce mediante la mezcla física y el transporte de carbono orgánico disuelto y particulado (COP), las migraciones verticales de organismos (zooplancton, peces) y mediante la sedimentación gravitacional de carbono orgánico particulado.
La bomba biológica se puede dividir en tres fases distintas, la primera de las cuales es la producción de carbono fijo por fotótrofos planctónicos en la zona eufótica del océano. En estas aguas superficiales, el fitoplancton usa dióxido de carbono (CO2), nitrógeno (N), fósforo (P) y otros oligoelementos (bario, hierro, zinc, etc.) durante la fotosíntesis para producir carbohidratos, lípidos y proteínas. Algunos tipos de plancton (por ejemplo, cocolitóforos y foraminíferos) combinan calcio (Ca) y carbonatos disueltos (ácido carbónico y bicarbonato) para formar una capa protectora de carbonato de calcio (CaCO3).
Una vez que este carbono se fija en el tejido blando o duro, los organismos permanecen en la zona eufótica para ser reciclados como parte del ciclo de nutrientes regenerativos o, una vez que mueren, continúan con la segunda fase de la bomba biológica y comienzan a hundirse en el suelo del océano. Las partículas que se hunden a menudo forman agregados a medida que se hunden, lo que aumenta considerablemente la velocidad de hundimiento. Es esta agregación la que le da a las partículas una mejor oportunidad de escapar de la depredación y descomposición en la columna de agua y eventualmente llegar al fondo del mar.
El carbono fijo que es descompuesto por las bacterias ya sea en el camino hacia abajo o una vez en el fondo del mar ingresa a la fase final de la bomba y se remineraliza para ser utilizado nuevamente en la producción primaria. Las partículas que escapan de estos procesos por completo quedan atrapadas en el sedimento y pueden permanecer allí durante millones de años. Es este carbono secuestrado el responsable de, en última instancia, reducir el CO2 atmosférico.

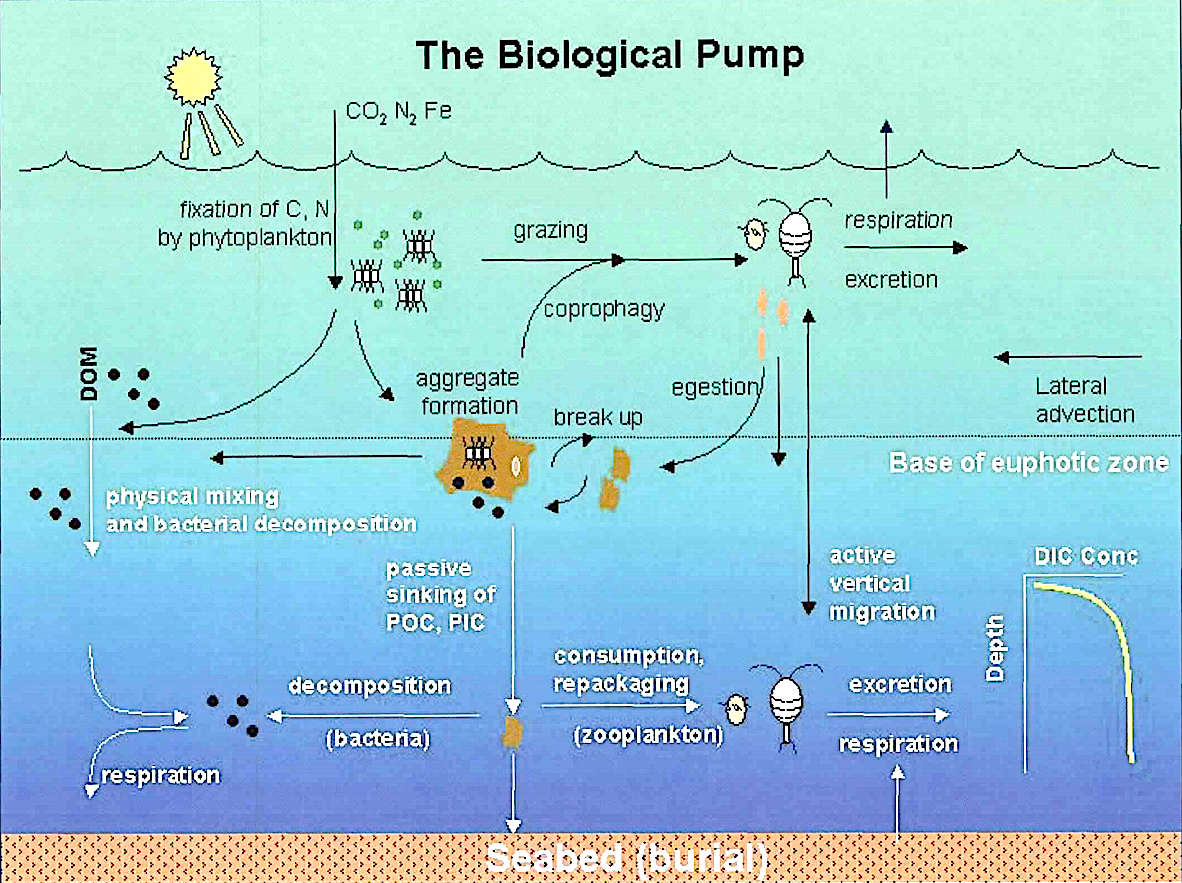
Componentes de la bomba biológica

El diagrama a la izquierda ilustra los componentes de la bomba biológica. La biología, la física y la gravedad interactúan para bombear carbono orgánico a las profundidades marinas. Los procesos de fijación de carbono inorgánico en materia orgánica durante la fotosíntesis, su transformación por procesos de la red alimentaria (trofodinámica), mezcla física, transporte y asentamiento gravitacional se denominan colectivamente bomba biológica.
La bomba biológica es responsable de transformar el carbono inorgánico disuelto (CID) en biomasa orgánica y bombearlo en forma particulada o disuelta al océano profundo. Los nutrientes inorgánicos y el dióxido de carbono son fijados durante la fotosíntesis por el fitoplancton, que liberan materia orgánica disuelta (MOD) y son consumidos por el zooplancton herbívoro. El zooplancton más grande, como los copépodos, ingieren gránulos fecales que se pueden volver a ingerir y hundirse o acumularse con otros detritos orgánicos en agregados más grandes que se hunden más rápidamente. MOD es parcialmente consumido por bacterias (puntos negros) y respira; el MOD refractario restante se adveciona y se mezcla en las profundidades marinas. El MOD y los agregados exportados a las aguas profundas se consumen y respiran, devolviendo así el carbono orgánico al enorme depósito oceánico profundo de CID. Aproximadamente el 1% de las partículas que salen de la superficie del océano llegan al lecho marino y se consumen, respiran o se entierran en los sedimentos. Allí, el carbono se almacena durante millones de años. El efecto neto de estos procesos es eliminar el carbono en forma orgánica de la superficie y devolverlo a CID a mayores profundidades, manteniendo el gradiente oceánico de superficie a profundo de CID. La circulación termohalina devuelve el CID de los océanos profundos a la atmósfera en escalas de tiempo milenarias.

## Producción Primaria
El primer paso de la bomba biológica es la síntesis de compuestos orgánicos e inorgánicos por el fitoplancton en las aguas superficiales que son iluminadas por el sol. Compuestos orgánicos en forma de azúcares, carbohidratos, lípidos y proteínas son sintetizados durante el proceso de la fotosíntesis:
CO2 + H2O + luz → CH2O + O2
Adicionalmente al carbono, la materia orgánica del fitoplancton está compuesta de nitrógeno, fósforo y varios oligoelementos metálicos. La proporción de carbono, nitrógeno y fósforo varía de acuerdo a la ubicación geográfica, pero en promedio la proporción es cercana a 106C:16N:1P. Esta proporción es conocida como la Relación de Redfield. Oligoelementos metálicos como el magnesio, cadmio, hierro, calcio, bario y cobre se los encuentra en concentraciones muchísimo menores en el material ogánico del fitoplancton. Sin embargo, estos metales son necesarios durante ciertos procesos metabólicos, por lo que pueden convertirse en nutrientes limitantes durante la fotosíntesis debido a su baja abundancia en la columna del agua.
Cerca de la mitad de la fijación de carbono a nivel global es fruto de la producción primaria del océano. A pesar de que el fitoplancton marino representa menos del 1% de la biomasa total de organismos fotosintéticos en el mundo, ellos fijan aproximadamente 50–60 Pg de carbono cada año. La mayor parte de la fijación de carbono (aprox. 80%) es llevada a cabo en el mar abierto, mientras que el resto ocurre en regiones de afloramiento, las cuales son áreas marinas altamente productivas. Esto significa que las regiones de afloramiento fijan 2 o 3 veces más carbono por área que las áreas de mar abierto, las cuales representan más del 90% del área total del océano, lo cual hace de esta región el mayor contribuyente a la fijación de carbono.

## Especies o tipos de Carbono

### Carbono disuelto y carbono en partículas

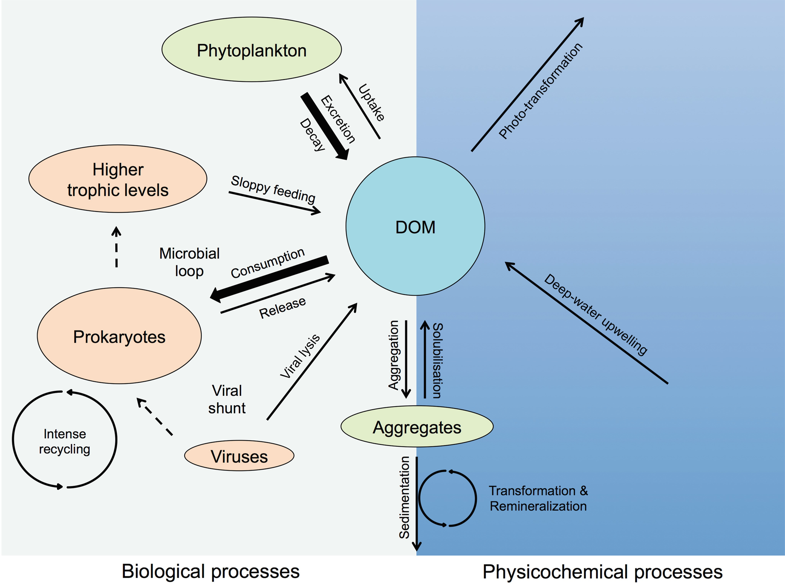
El ciclo de la Materia Orgánica Disuelta (MOD) en el océano.

El fitoplancton son organismos autotróficos producen biomasa que forman la base de la cadena alimenticia que soporta a toda la vida en el océano. El fitoplancton convierte compuestos inorgánicos en componentes orgánicos (biomasa). En el diagrama de la derecha, las flechas muestran los varios procesos de producción (flechas que apuntan hacia DOM, materia orgánica disuelta por sus siglas en inglés) y remoción de la materia orgánica disuelta (flechas que apuntan desde DOM hacia afuera). Las flechas punteadas representan los procesos biológicos más importantes a través de los cuales el MOD (materia orgánica disuelta) es transferido. Debido a estos procesos, la proporción de MOD voluble disminuye rápidamente en función de la profundidad, mientras que el MOD insoluble aumenta considerablemente durante su transporte hacia las profundidades del océano.

### Carbonato de calcio
El carbono inorgánico particulado (CIP) generalmente se lo encuentra en la forma de carbonato de calcio (CaCO3), el cual juega un rol fundamente en el ciclo del carbono. Este carbono fijado biológicamente es utilizado como una capa protectora por muchas especies planctónicas, como los cocolitoforos y las foraminiferas, así como por organismos marinos más grandes como los moluscos. El carbonato de calcio es expulsado en grande cantidades por peces durante la osmorregulación. Este tipo de carbono no es directamente parte del presupuesto de carbono atmosférico, sino que es creado por carbonato disuelto en la columna de agua, los cuales están en equilibrio con el CO2 y son responsables de la remoción de carbono.
CO2 + H2O → H2CO3 → H+ + HCO3−
Ca2+ + 2HCO3− → CaCO3 + CO2 + H2O
Este proceso fija una gran cantidad de carbono, además por cada unidad de carbono fijado, dos unidades de alcalinidad son secuestradas. La creación y hundimiento de CaCO3 es lo que impulsa la gradiente de alcalinidad desde la superficie hacia las profundidades del océano, lo cual resulta en un incremento del pH de las aguas superficiales del océano. Esta gradiente resulta en un cambio de especies de carbono disuelto lo cual aumenta la presión parcial del CO2 en aguas superficiales e incrementa los niveles de carbono en la atmósfera. Adicionalmente, el enterramiento de  CaCO3 en sedimentos sirva para disminuir la alcalinidad del océano, lo cual aumenta el pH de la columna de agua y los niveles de CO2 atmosféricos si no son contrarrestrados por contribuciones nuevas de alcalinidad producto de la erosión. La porción de carbono que está permanentemente enterrada en el suelo marino se convierte en parte del récord geológico. El carbonato de calcio suele crear depósitos singulares, los cuales pueden ser elevados fuera del océano a través de movimientos tectónicos, como es el caso de los Acantilados Blancos de Dover al sur de Inglaterra. Estos acantilados están formados casi completamente de placas de cocolitoforos.

## Procesos de la bomba biológica

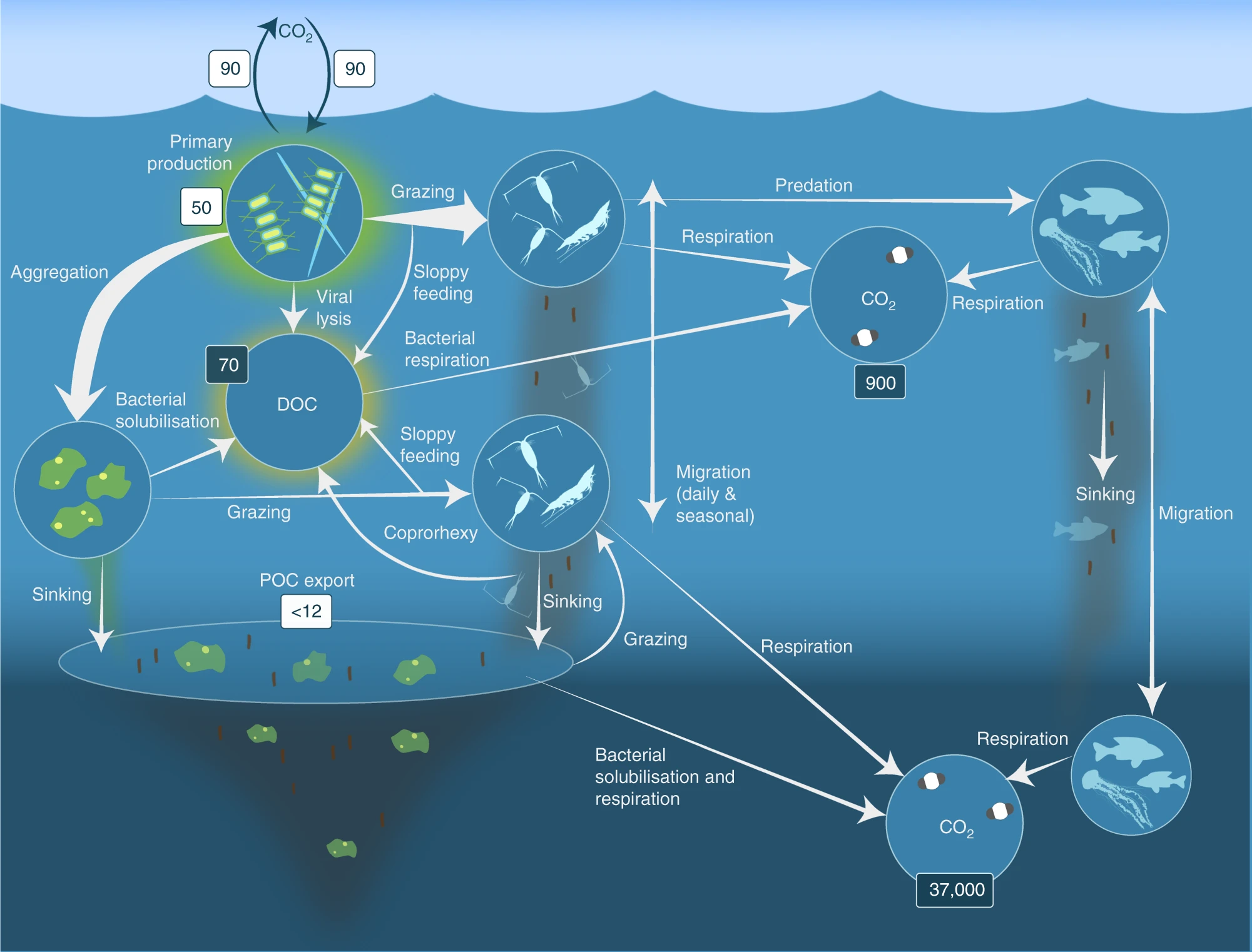
Procesos de la bomba biológica Las cajas blancas muestran el total de carbono transportado en Gt C por año por diferentes procesos físicos y biológicos, mientras que las cajas negras muestran la masa de carbono en Gt C.

El diagrama a la derecha explica de forma gráfica los procesos relacionados con la boma biológica en el océano. Durante la producción primaria de biomasa, el fitoplancton convierte aproximadamente 50 Gt de C por año en carbono orgánico particulado (COP). Este carbono proviene del CO2 atmosférico que se disuelve en agua superficiales del océano (90 Gt por año). 
El fitoplancton es interceptado en la superficie de los océanos y consumido por copépodos, krill y otros zooplancton herbívoros de pequeño tamaño, los cuales a su vez son consumidos por organismos que ocupan niveles tróficos superiores. Partículas de detritus, que incluyen restos fecales de zooplancton, junto con fitoplancton que no fue consumido por otros organismos forman agregaciones que se hunden rápidamente por debajo de la capa de mezcla, lo cual transporta poco menos de 12 Gt de carbono por año desde la superficie de los océanos hacia las profundidades marinas (más de 1000 m). Cabe recalcar que la mayor parte del COP es consumido y utilizado en procesos de respiración por krill, copépodos, zooplancton y microbios, lo cual convierte al COP de vuelta en CO2, a este tipo de carbono se lo conoce como carbono inorgánico disuelto (CID). Durante el consumo de fitoplancton por organismos zooplanctónicos, pequeños fragmentos (migajas) de fitoplancton son producidos, estas pequeñas partículas son tan pequeñas que no se hunden con facilidad, lo cual retrasa el proceso de transporte de COP hacia el suelo marino. Si estos fragmentos son consumidos organismos como bacterias, se libera carbono orgánico disuelto (COD), el cual puede volver a ser remineralizados a CID por bacterias.
La bomba biológica es clave en la distribución de carbono en la columna de agua de los océanos, y también es altamante influyente en la presión parcial de CO2 que regula el intercambio de CO2 desde la atmósfera hacia los océanos. La bomba biológica incluye a fitoplancton y organismos que los consumen, así como a bacterias que consumen sus desechos. La bomba biológica juega un rol fundamental en el ciclo de carbono a nivel global al remover carbono de la atmósfera y transportarlo a las profundidades oceánicas donde será atrapado por siglos. La fotosíntesis por el fitoplancton disminuye la presión parcial de CO2 en la superficie del océano, lo cual facilita la absorción de CO2 desde la atmósfera, lo cual crea una gradiente pronunciada de CO2. Esto también resulta en la formación de carbono orgánico particulado (COP) en la superficio eufótica de la zona epipelágica (0 a 200 m de profundidad). El COP es procesado por microbios, zooplancton y sus consumidores en restos fecales y pequeñps fragmentos que forman agregaciones orgánicas conocidas como nieve marina. Esta nieva marina se hunde transportando así carbono a zonas mesopelágicas (200 a 1000 m de profundidad) y batipelágicas. Es importante mencionar que a pesar de que la producción primaria incluye carbono orgánico disuelto (COD) y particulado (COP), es el COP el que es más eficiente en transportar carbono hacia las profundidades del océano, mientras que el COD es mayoritariamente reciclado por bacterias en la superficie de los océanos. Sin embargo, una proporción de entre el 15% y 20% del COD producida en la zona eufótica no es inmediatamente remineralizado por microbios y se acumula en la superficie de los océanos. A este COD persistente se lo denomina COD semi-lábil. El COD semi-lábil es transportado a las profundidades oceánicas, lo cual lo convierte en una parte dinámica de la bomba de carbono. La eficiencia de la producción y exportación de COD varía a través de regiones oceanográficas, pero es más prominente en áreas oligotróficas (es decir pocos nutrientes) de océanos subtropicales. La eficiencia de la bomba biológica es principalmente controlada por la exportación de COP.